# Kościół Najświętszej Marii Panny w Bełzie
Kościół Najświętszej Marii Panny oo. Dominikanów w Bełzie – rzymskokatolicki kościół klasztorny zakonu dominikanów znajdujący się w Bełzie do 1944, kiedy uległ zniszczeniu w wyniku ataku Armii Czerwonej na miasto.

## Historia
Dokładna data sprowadzenia zakonu dominikanów do Bełza jest przedmiotem sporów historyków. Najstarsza wzmianka w źródłach pochodzi z 1386 roku, uważa się więc, że dominikanie do Bełza musieli przybyć nieco wcześniej. Klasztor został uposażony nadaniem księcia mazowieckiego Siemowita z 1394 roku, kolejne akty wydawali królowie Polski m.in. Zygmunt I Stary, Zygmunt August, Stefan Batory, a także okoliczna szlachta czyniąca hojne zapisy.
Pierwszy kościół powstał przed r. 1394 i znajdował się na przedmieściach miasta. Kolejny zespół drewnianego kościoła i klasztoru zbudowano w r. 1401 w centrum Bełza, na południowy zachód od rynku. Świątynia ta zapewne uległa wielkiemu pożarowi Bełza w 1473 roku, lub niszczącym najazdom na miasto zagonów tatarskich w 1499 i 1502 roku. W literaturze XIX- wiecznej utrwaliła się niemożliwa dziś do zweryfikowania informacja, że kościół Dominikanów został odbudowany w 1556 roku z fundacji bliżej nieznanego Bodzanty. W przeciągu kolejnego stulecia i on został zniszczony, ponieważ źródła mówią, że nowa świątynia powstała przed lutym 1671.
Podczas najazdu na Bełz przez wojska Szwedzkie w trakcie wojny północnej w 1704 roku spłonęła dzwonnica, a 15 lutego 1712 kościół został okradziony przez oddziały zwolenników Augusta II, które stacjonowały w Żółkwi.
W 1752 roku stał już nowy, murowany kościół i klasztor dominikański. Jego dziele do końca XVIII wieku są bardzo słabo udokumentowane w źródłach archiwalnych. Wiadomo, że w r. 1781 lwowski snycerz Franciszek Wolański i lwowski stolarz Józef Boczarski pracowali nad amboną i dwoma ołtarzykami, a przed 1788 w wyniku pożaru zawaliło się sklepienie i uszkodzone były mury, a zniszczenia zostały prowizorycznie naprawione. O pracach Wolańskiego i Boczarskiego niewiele można powiedzieć, znane są bowiem tylko z pojedynczych zdjęć archiwalnych przedstawiających wnętrze kościoła bełskiego, a dodatkowo pokazują ich stan już po renowacji z końca XIX wieku. Twórczość rzeźbiarska Franciszka Wolańskiego nie była dotychczas przedmiotem analizy historyków sztuki i niewiele o nim w ogóle wiadomo.
W r. 1788 Austriacy skasowali kościół Dominikanów, a także zamknęli drewniany kościół parafialny pw. św. Mikołaja, następnie parafię przeniesiono do kościoła podominikańskiego. Kilka lat później skasowano także kościół Dominikanek w Bełzie, a część przedmiotów przeniesiono do kościoła podominikańskiego. Pomieszczenia klasztoru zaadaptowano na plebanię.

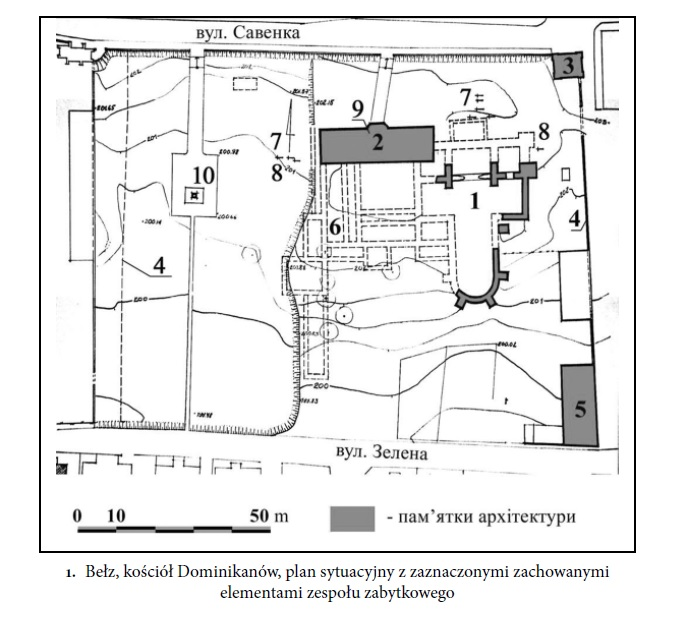
Plan założenia klasztornego w Bełzie

Stan kościoła w XIX wieku nie był dobry, pomimo remontów prowadzonych z pieniędzy miejscowego proboszcza. W 1858 roku zawalił się drewniany, spróchniały strop. Większy remont przeprowadzono w latach 1870–1784, kiedy odnawiano wyposażenie świątyni i zapewne wtedy też wykonano neobarokową polichromię wnętrza. Kościół ucierpiał w trakcie I wojny światowej i szturmu armii rosyjskiej na miasto, lecz zakres zniszczeń nie jest znany. W dwudziestoleciu międzywojennym klasztor podominikański użytkowano jako urząd miejski, a w 1936 lwowski Urząd Konserwatorski zatwierdził projekt polichromii wnętrza kościoła przygotowany przez inżyniera architekta Wincentego Witolda Rawskiego. Do jej wykonania najprawdopodobniej nie doszło.
W trakcie II wojny światowej Armia Czerwona zdobyła Bełz i doszczętnie zniszczyła miasto. Straty nie ominęły dawnych zabudowań dominikańskich: zniszczono skrzydła południowe i zachodnie klasztoru oraz kościół, który w aktach wizytacji dziekańskich z 1948 roku opisano jako zaminowany. Nabożeństwa odprawiano w kościele „Na Zameczku” i w dawnym kościele Dominikanek. W nocy z 24 na 25 marca 1944 sotnia UPA napadła na Bełz, ograbiła i spaliła kościół, plebanię oraz domy mieszkańców, banderowcy zamordowali przy tym ponad 100 Polaków.

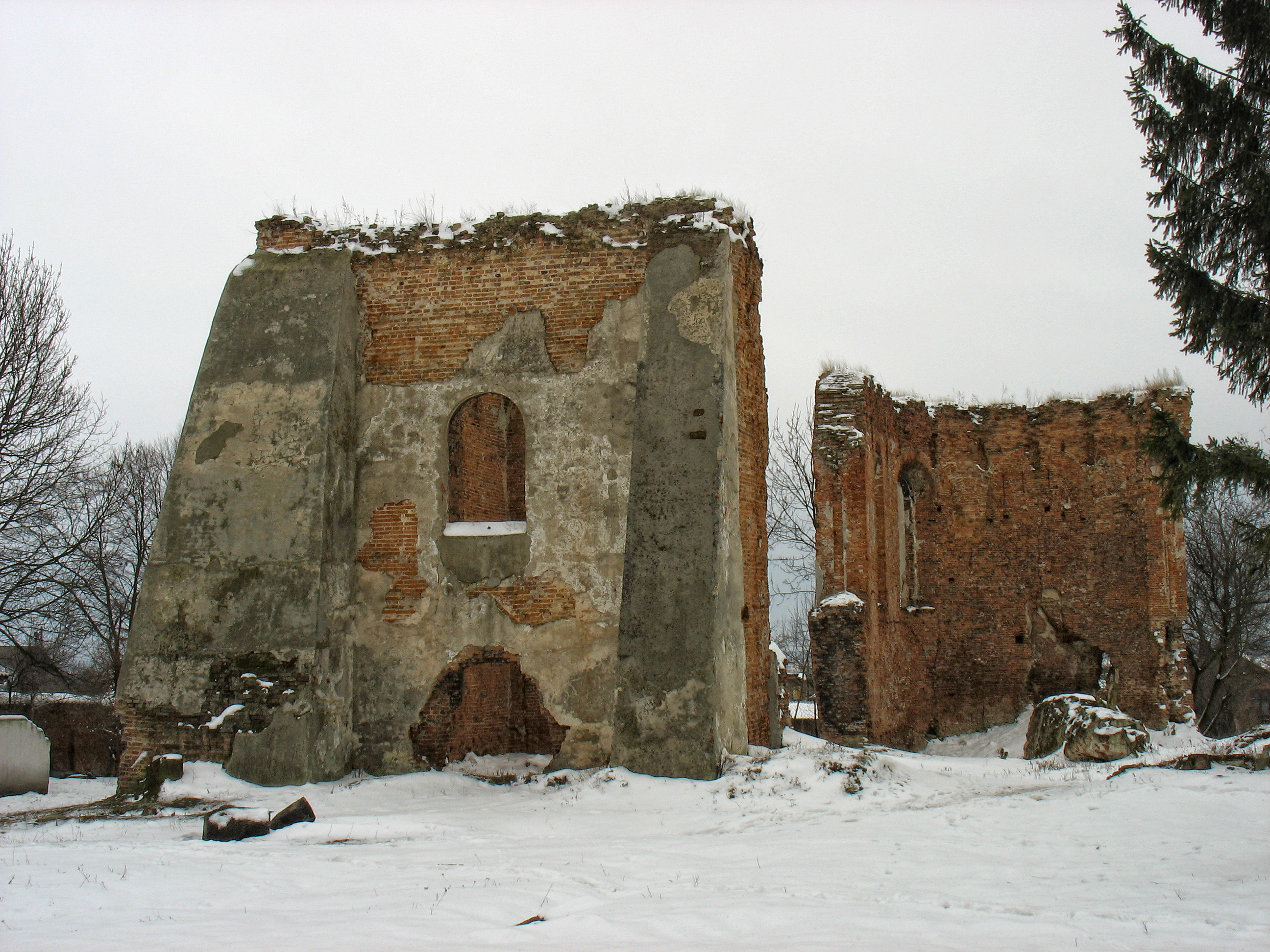
Stan obecny

Po korekcie granic w 1951 roku ruiny skrzydeł dawnego klasztoru dominikanów rozebrano i użyto jako materiału budowlanego, rozebrano także większość murów obwodowych kościoła. Obecnie zachowały się jedynie: apsyda prezbiterium z dwiema przyporami i południowym fragmentem wschodniej ściany prezbiterium, dolna część przypory przy rozebranym północnym fragmencie wschodniej ściany prezbiterium, północno-wschodni narożnik przęsła korpusu nawowego z przyporami narożną i frontową oraz fragment północno-zachodniego narożnika przęsła korpusu nawowego z przyporą frontową. Skrzydło północne klasztoru i dzwonnica-brama zachowane są obecnie w dobrym stanie po przeprowadzeniu generalnego remontu z lat 2005–2007. Obecnie zachowany fragment budynku dawnego klasztoru jest użytkowany przez Radę Miejską Miasta Bełza.

## Architektura i wystrój malarski kościoła

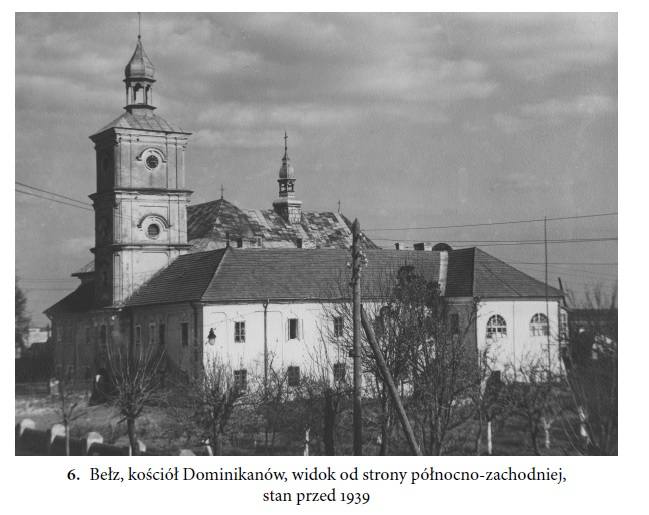
Stan przed 1939 r.

Kościół znajdował się na południowy zachód od rynku w Bełzie, miał długie prezbiterium zakończone apsydą i skierowane na południe. Korpus był trójnawowy, dwuprzęsłowy, przypominający w rzucie kwadrat. Pierwotne sklepienie wnętrza zostało zastąpione drewnianym stropem. Fasada była podzielona przez przypory na trzy części. Kościół nakrywał dach dwuspadowy, a na styku korpusu i prezbiterium znajdowała się niewielka wieżyczka na sygnaturkę.
Polichromia wnętrza kościoła neobarokowa składająca się z malowanych podziałów architektonicznych i dekoracji kwiatowej, wazonów, festonów. Arkada łuku tęczowego dekorowana malowanymi kasetonami z dekoracją roślinną w środku.
Klasztor z trzema skrzydłami na rzucie litery U, przymurowany od zachodu do budynku kościoła. Północne skrzydło przy ulicy miało wysoką, czworoboczną wieżę na środku.
W trzeciej kondygnacji wieży, określanej w źródłach jako skryptorium odkryto rokokowe malowidła pochodzące najprawdopodobniej z 3. ćwierci XVIII wieku. W iluzjonistycznie malowanych wnękach znajdują się ornamenty rocaille, przedstawienia niezidentyfikowanych świętych dominikańskich oraz Gołębica Ducha Świętego. Malowidła zostały poddane konserwacji w latach 2004–2007.

## Zdjęcia

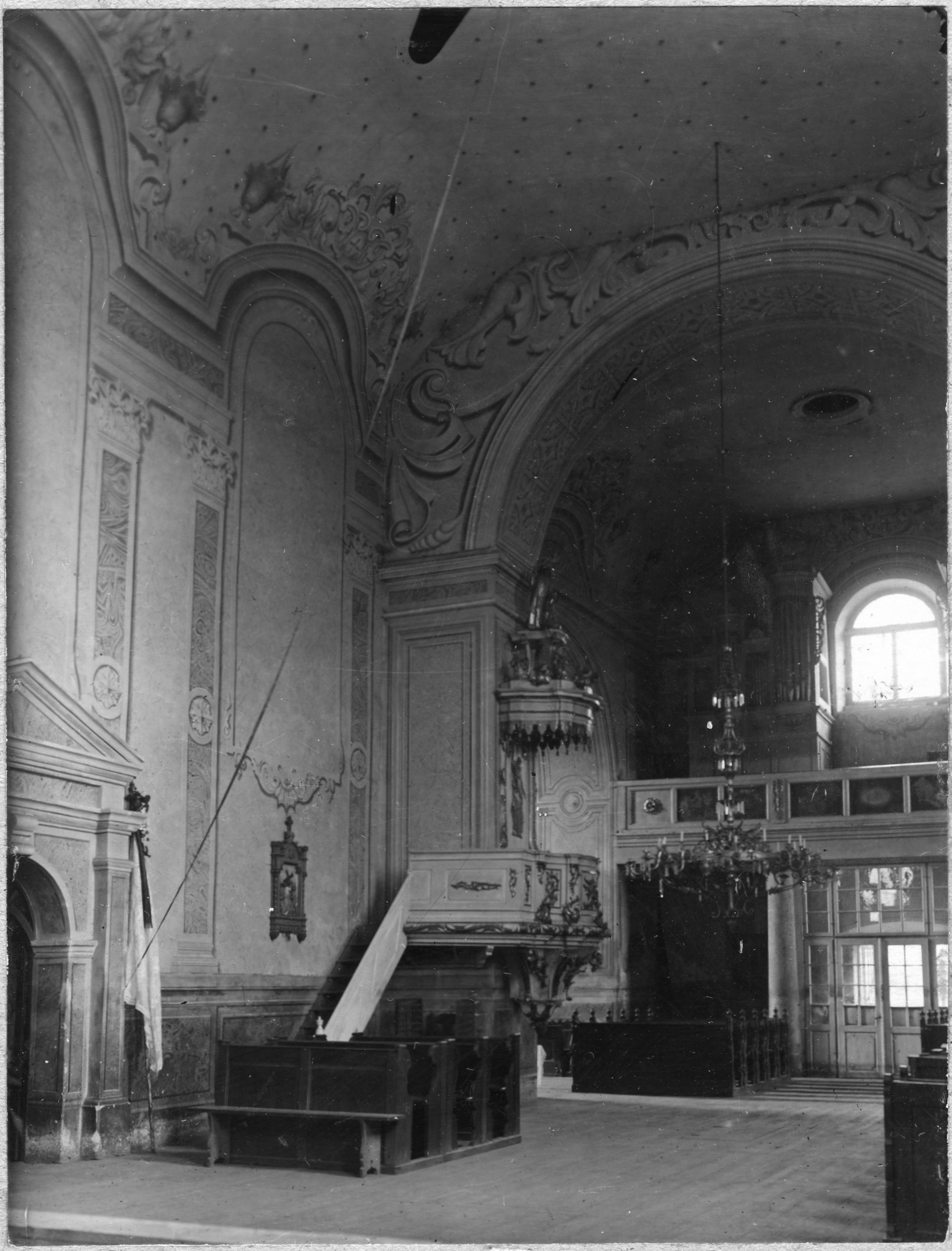
Wnętrze kościoła
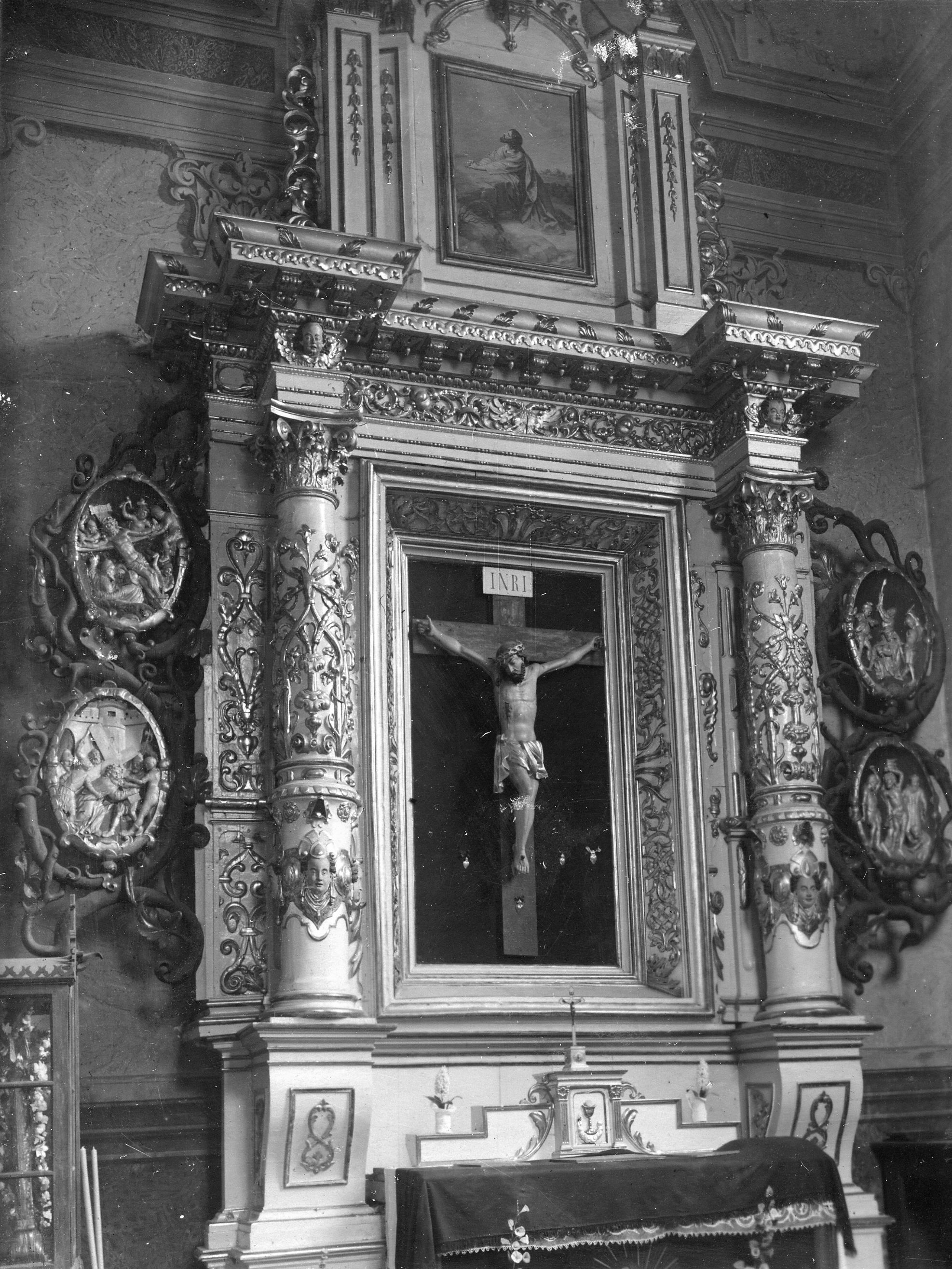
Wnętrze kościoła. Ołtarz boczny
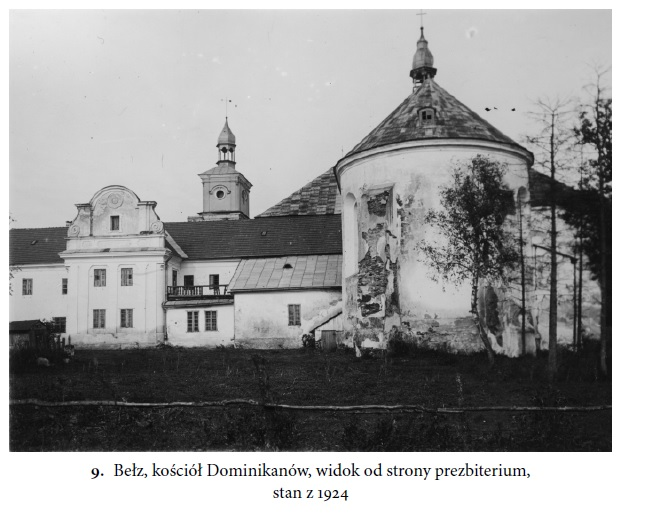
Widok od strony prezbiterium